# Девочка в джунглях
«Девочка в джунглях» — советский рисованный мультипликационный фильм, созданный по мотивам индийской сказки «Хитрый шакал» режиссёрами Михаилом и Верой Цехановскими на киностудии «Союзмультфильм» в 1956 году.

## Сюжет
Однажды утром маленькая девочка пошла на базар. В руке у неё была корзинка, а на голове венок из цветов. Девочка выбрала дорогу через джунгли, где она встречает обезьян, попугаев и фазанов. Старая обезьяна просит девочку подарить свой венок её дочери, маленькой обезьянке, девочка без лишних вопросов дарит его, и идёт дальше. Следующим она встречает выпавшего из гнезда птенца и учит его летать.
Продолжая свой путь через джунгли, девочка слышит рёв и идёт на голос. Она натыкается на клетку с тигром и, пожалев его, выпускает на волю. Тигр, удивившись наивной доброте девочки, намеревается её съесть. Но девочка возражает, что это несправедливо, на что тигр отвечает ей, что справедливости на земле нет. «Нет, есть!» — возражает девочка, — «Спросите, у кого хотите!» В результате возникшего спора они решают спросить у трёх первых встречных, если ли справедливость на земле?
Первым они встречают плачущего попугая, который только что потерял сына, на вопрос девочки он утверждает, что справедливости нет. Затем они обращаются к пальме, корни которой подрыл кабан, — пальма также отвечает, что справедливости не существует. Последним они встречают лиса, который прикидывается глухим и непонятливым, вынуждая тигра показать, с чего начался их спор с девочкой. В результате тигр заходит обратно в клетку, а лис закрывает её, доказав тигру на деле, что справедливость существует.

## Съёмочная группа
- Сценарий: Михаил Вольпин
- Режиссёр-постановщик: Михаил Цехановский
- Художник-постановщик: Витольд Бордзиловский
- Режиссёр: Вера Цехановская
- Композитор: Юрий Левитин
- Оператор: Николай Воинов
- Звукооператор: Борис Фильчиков
- Ассистенты режиссёра: Лидия Ковалевская, Лидия Сазонова, И. Сидорова
- Художники-мультипликаторы:
  - Фёдор Хитрук
  - Дмитрий Белов
  - Фаина Епифанова
  - Рената Миренкова
  - Владимир Крумин
  - Мария Мотрук
  - Борис Корнеев

### Роли озвучивали
- Вера Бендина — Девочка
- Владимир Володин — Тигр (нет в титрах)
- Эраст Гарин — Лис (нет в титрах)
- Георгий Милляр — Попугай
- Маргарита Корабельникова
- Мария Бабанова
- Ирина Потоцкая
- Александр Комиссаров

## О мультфильме
- Рисованный, цветной. 1 часть, 295 метров.
- Фильм считался утерянным, но в 2018 году был найден на магнитной ленте коллекционером VCD, оцифрован и отреставрирован[1].
- Предположительно другая копия мультфильма демонстрировалась 19 августа 2023 года в Музее Востока[2].

## Художественные особенности
Девочку Фёдор Хитрук нарисовал сам, отказавшись от ротоскопирования специально отснятой девочки.

## Награды
- 1958 — Всесоюзный кинофестиваль в Москве: Поощрительный диплом коллективу[3].

## Отзывы
Переходными к новому этапу творчества режиссёра стали две работы: «Девочка в джунглях» и «Сказ о Чапаеве».
«Девочка в джунглях» была поставлена Цехановским по мотивам индийских народных сказок.
В «Девочке в джунглях» выразительнее и условнее становится рисунок. Острее и современнее использует режиссёр выразительность мизансцены, композиции кадра.
Режиссёр словно продолжает линию своих прежних поисков, прерванную в середине 30-х годов.Кузнецова В. А., Кузнецов Э. Д. Цехановский. — Л.: Художник РСФСР, 1973, 116 с.